# Bob Martinez

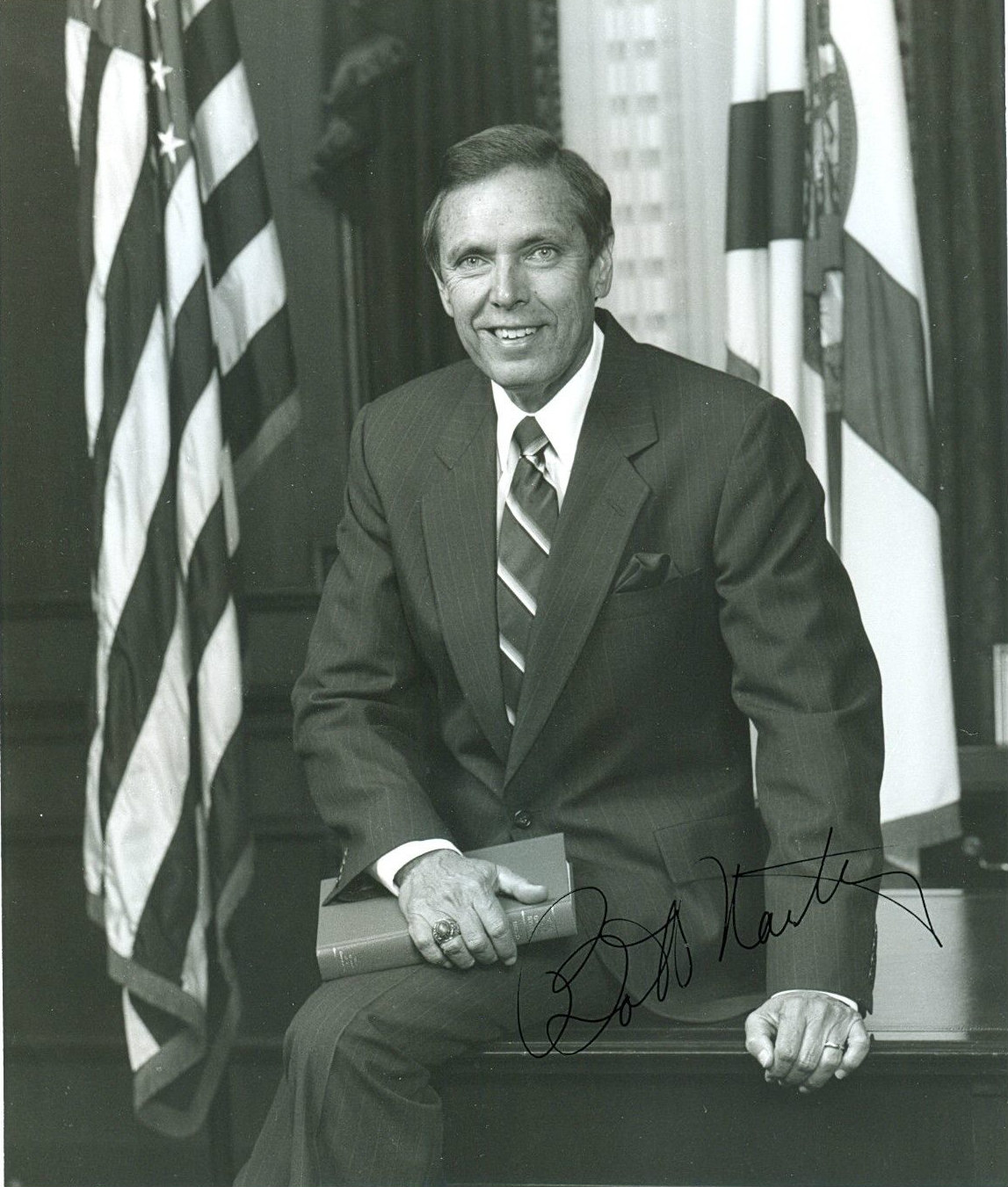
Bob Martinez

Robert „Bob“ Martinez (* 25. Dezember 1934 in Tampa, Florida) ist ein US-amerikanischer Politiker. Er amtierte von 1987 bis 1991 als der 40. Gouverneur des Bundesstaates Florida.

## Frühe Jahre und politischer Aufstieg
Bob Martinez besuchte bis 1957 die University of Florida. Anschließend studierte er an der University of Illinois. Schwerpunkt dieses Studiums waren die Beziehungen zwischen Arbeitnehmern und Arbeitgebern im industriellen Bereich. Ende der 1960er Jahre war er Leiter einer Lehrergewerkschaft in Tampa. In dieser Funktion leitete er einen Streik der Lehrer gegen die Stadt. Im Jahr 1979 wurde er selbst zum Bürgermeister von Tampa gewählt. Dieses Amt behielt er bis zu seiner Wahl zum Gouverneur im Jahr 1986. Drei Jahre zuvor war er aus der Demokratischen Partei ausgetreten und Mitglied bei den Republikanern geworden. Seine neue Partei nominierte ihn 1986 für die Gouverneurswahlen. Diese Wahlen gewann Martinez mit 54,6 % der Wählerstimmen gegen den Demokraten Steve Pajcic.

## Gouverneur von Florida
Martinez war der erste und bisher einzige Gouverneur von Florida mit lateinamerikanischer Abstammung. Seine vierjährige Amtszeit begann am 6. Januar 1987. Als Gouverneur setzte er die Umweltpolitik seines Vorgängers Bob Graham fort. Auf dem Gebiet des Gewässerschutzes war er besonders erfolgreich. Für die vielen Seen und Flüsse des Staates wurden spezielle Gesetze gegen Verschmutzungen aller Art erlassen. Er setzte sich auch für den Artenschutz bedrohter Tierarten ein. Außerdem wurden Gesetze gegen Verschwendungen erlassen, und der Gouverneur führte einen Kampf gegen den Drogenmissbrauch im Land.
Zeitweise galt Martinez als neuer aufgehender Stern in der Republikanischen Partei. Seine Popularität erlitt aber einen drastischen Rückschlag, als er versuchte, eine Steuer auf Dienstleistungen einzuführen. Diese war in Florida sehr unbeliebt und musste auch wieder zurückgenommen werden. Zwei Jahre später setzte er sich für schärfere Gesetze gegen Abtreibungen ein, was in Florida erneut auf starken Widerstand stieß. Seine Umfragewerte sanken auf 24 % ab. So war es auch nicht verwunderlich, dass er die Wahlen des Jahres 1990 gegen seinen demokratischen Herausforderer Lawton Chiles verlor.

## Weitere Laufbahn
Nach dem Ende seiner Amtszeit wurde Martinez von US-Präsident George Bush zum Leiter der Nationalen Drogenbehörde (Office of National Drug Control Policy) ernannt. Dieses Amt mit Kabinettsrang behielt er bis zum Ende von Bushs Amtszeit im Januar 1993. Heute ist Martinez ein politischer Ratgeber einer renommierten Anwaltskanzlei; er kommentiert politische Ereignisse für einen lokalen Fernsehsender und ist Kurator der University of Florida. Außerdem hält er noch einige Ehrenämter bei einigen Schulen. Bob Martinez ist verheiratet und Vater von zwei Kindern.